# كارل جنسن (مصارع رياضي)
كارل جنسن (بالدنماركية: Carl Marinus Jensen)‏ هو مصارع رياضي دنماركي، ولد في 13 سبتمبر 1882، وتوفي في 4 أبريل 1942 في فريدريكسبرغ في الدنمارك.

## وصلات خارجية
- كارل جنسن على موقع قاعدة بيانات المصارعة الدولية (الإنجليزية)
- كارل جنسن على موقع اللجنة الأولمبية الدولية (الإنجليزية)
- كارل جنسن على موقع أوليمبيديا (الإنجليزية)